# Каорза (Верона)
Каорза је насеље у Италији у округу Верона, региону Венето.
Према процени из 2011. у насељу је живело 79 становника. Насеље се налази на надморској висини од 207 м.